# シロイツキ。
「シロイツキ。」は、2006年11月29日に発売されたYU-KIの3枚目のシングル。

## 解説
表題曲は、テレビ東京系テレビアニメ『妖逆門』のオープニングテーマに起用された。
アニメの第29話では、YU-KIが女王メキラ役で参加している。
2007年9月に行なわれた「Girl's BOX PREMIUM 02 Girl's Rocks Night」に出演し、この曲を初めてライブで歌った。

## 収録曲
1. シロイツキ。
作詞：Shigeco Ogula & Rio　作曲：Rio & Juno　編曲：Hyoe Yasuhara
2. シロイツキ。(re-mix.ver)
3. シロイツキ。(instrumental)
4. シロイツキ。(TV-size)
5. シロイツキ。(TV-size instrumental)